# Hùng Tiến, Mỹ Đức
Hùng Tiến là một xã thuộc huyện Mỹ Đức, thành phố Hà Nội, Việt Nam.
Xã có diện tích 8,86 km², dân số năm 1999 là 6.328 người, mật độ dân số đạt 714 người/km².